# Bughea de Sus
Bughea de Sus est une commune roumaine située dans le județ d'Argeș.